# Proyección Equal Earth

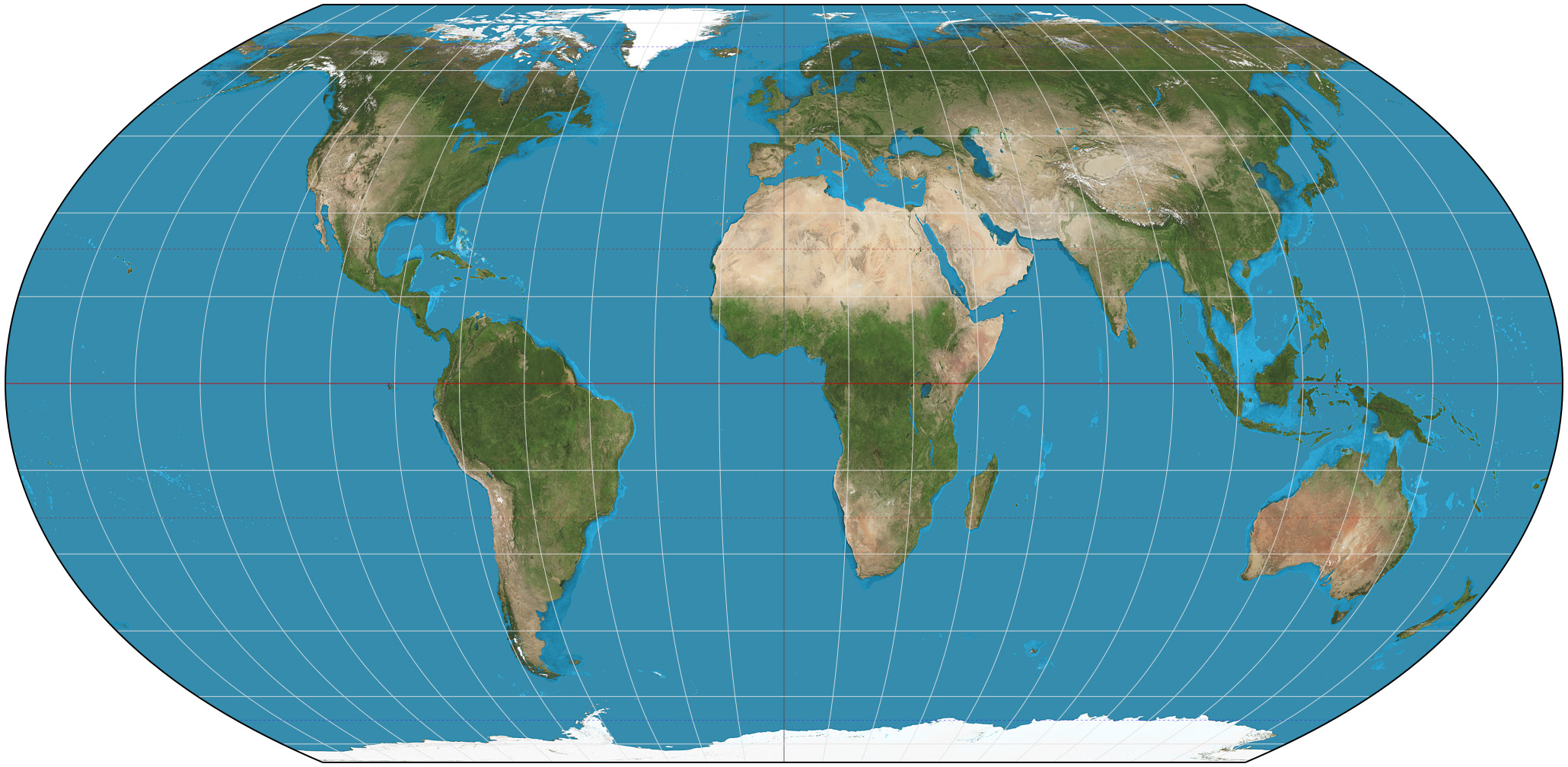
Mapamundi con la proyección Equal Earth

La proyección Equal Earth es una proyección pseudocilíndrica de área igual para mapas mundiales, inventada por Bojan Šavrič, Bernhard Jenny y Tom Patterson en 2018. Está inspirada en la proyección Robinson ampliamente utilizada, pero a diferencia de la proyección Robinson, conserva el tamaño relativo de áreas. Las ecuaciones de proyección son simples de implementar y rápidas de evaluar.
Las características de la proyección Equal Earth incluyen:
- Los lados curvos de la proyección sugieren la forma esférica de la Tierra.
- Los paralelos rectos facilitan la comparación de la distancia entre el norte y el sur del ecuador.
- Los meridianos están uniformemente espaciados a lo largo de cualquier línea de latitud.
- El software para implementar la proyección es fácil de escribir y se ejecuta de manera eficiente.

Según los creadores, la proyección fue creada en respuesta a la decisión de las escuelas públicas de Boston de adoptar la proyección Gall-Peters para mapas mundiales en marzo de 2017, lo que generó una controversia en el mundo cartográfico. En ese momento Šavrič, Patterson y Jenny buscaron proyecciones alternativas de mapas de áreas iguales para los mapas mundiales, pero no pudieron encontrar ninguno que cumpliera con sus criterios estéticos. Por lo tanto, crearon una nueva proyección que tuviera más atractivo visual en comparación con las proyecciones existentes de áreas iguales. Afirman que necesitan un mapa mundial que muestre continentes y países en su tamaño real entre sí.

## Fórmulas

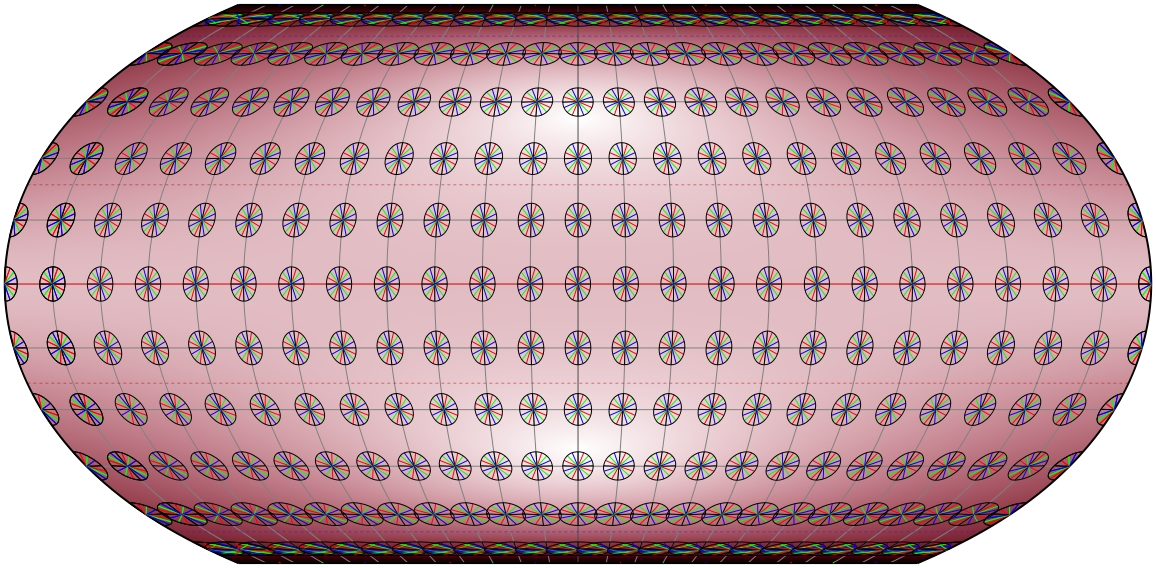
Distorsión de la proyección Equal Earth. Un color más profundo significa más distorsión. Indicadores de Tissot a intervalos de 15°

Las proyección se formula matemáticamente de la siguiente manera:
{\displaystyle {\begin{aligned}x&={\frac {2{\sqrt {3}}\,\lambda \cos {\theta }}{3\,(9\,A_{4}\,\theta ^{8}+7\,A_{3}\,\theta ^{6}+3\,A_{2}\,\theta ^{2}+A_{1})}}\\y&=A_{4}\,\theta ^{9}+A_{3}\,\theta ^{7}+A_{2}\,\theta ^{3}+A_{1}\,\theta \end{aligned}}}
donde
{\displaystyle {\begin{aligned}&\sin {\theta }={\frac {\sqrt {3}}{2}}\sin {\varphi }\\&A_{1}=1.340264,\ A_{2}=-0.081106,\ A_{3}=0.000893,\ A_{4}=0.003796\end{aligned}}}
φ se refiere a la latitud y λ a la longitud.